# Zâmbia nos Jogos Olímpicos de Verão de 2000
A Zâmbia participou dos Jogos Olímpicos de Verão de 2000 em Sydney, Austrália.